# لويس إزرائيل دبلن
لويس إزرائيل دبلن (بالإنجليزية: Louis Israel Dublin)‏ هو إحصائي ورياضياتي أمريكي، ولد في 1 نوفمبر 1882 في كاوناس في ليتوانيا، وتوفي في 7 مارس 1969.